# Cullen Moss
Cullen Moss (Buffalo, 8 luglio 1975) è un attore e doppiatore statunitense, noto soprattutto per i suoi ruoli in One Tree Hill, Le pagine della nostra vita ed Outer Banks.

## Biografia
Moss è un nativo di Winston-Salem, nella Carolina del Nord, si è diplomato alla Mount Tabor High School nel 1993.

## Carriera
Moss ha interpretato una varietà di ruoli secondari; i suoi ruoli televisivi più importanti sono Junk in One Tree Hill, Ufficiale Gorman in The Walking Dead, , Joey in Resurrection e agente Shoupe in Outer Banks. 
Il lavoro cinematografico di Moss include The Notebook, Dear John, The Conspirator,  e Times Like Dying
Moss ha lavorato come doppiatore per alcuni anime giapponesi come You're Under Arrest e la sua versione cinematografica.

## Filmografia

### Cinema
- Le pagine della nostra vita (The Notebook), regia di Nick Cassavetes (2004)
- The Conspirator, regia di Robert Redford (2010)
- Dear John, regia di Lasse Hallström (2010)
- Solo per vendetta (Seeking Justice), regia di Roger Donaldson (2011)
- L'incredibile vita di Timothy Green (The Odd Life of Timothy Green), regia di Peter Hedges (2012)
- Vicino a te non ho paura (Safe Haven), regia di Lasse Hallström (2013)
- 99 Homes, regia di Ramin Bahrani (2014)
- Il diritto di contare (Hidden Figure), regia di Theodore Melfi (2016)
- La fuga dell'assassino (The Shadow Effect), regia di Obin e Amariah Olson (2017)
- Assassination Nation, regia di Sam Levinson (2018)
- Highwaymen - L'ultima imboscata (The Highwaymen), regia di John Lee Hancock (2018)

### Televisione
- One Tree Hill – serie TV, 42 episodi (2003-2012)
- Eastbound & Down – serie TV, episodi 4x01-4x08 (2013)
- The Walking Dead – serie TV, episodio 5x04 (2014)
- Costantine – serie TV, episodio 1x02 (2014)
- Resurrection – serie TV, 5 episodi (2014-2015)
- Alla ricerca di casa (2015) - Courtland
- Times Like Dying (2016) - Lonzell Dixon
- Queen Sugar – serie TV, 2 episodi (2018)
- Outer Banks – serie TV, 24 episodi (2020-2024)
- La ferrovia sotterranea (The Underground Railroad) – miniserie TV, 2 episodi (2021)
- The Staircase - Una morte sospetta (The Staircase) – miniserie TV, 5 episodi (2022)
- Black Bird – miniserie TV, 6 episodi (2022)

## Premi e nomination
| Anno | premio                                           | Categoria      | Lavoro                     | Risultato       |
| ---- | ------------------------------------------------ | -------------- | -------------------------- | --------------- |
| 2013 | Festival Internazionale del Film di Williamsburg | Miglior attore | The Heroes of Arvine Place | Vincitore/trice |
| 2016 | Festival Internazionale del Film di Beaufort     | Miglior attore | Il visitatore              | Candidato/a     |

## Doppiatori italiani
Nelle versioni in italiano delle opere in cui ha recitato, Cullen Moss è stato doppiato da:
- Simone Veltroni in One Tree Hill (st. 1)
- Gianluca Crisafi in One Tree Hill (st. 2-6, 8-9)
- Andrea Lopez in One Tree Hill (st. 7)
- Saverio Indrio in L'incredibile vita di Timothy Green
- Stefano Crescentini in The Walking Dead
- Maurizio Fiorentini in La fuga dell'assassino
- Fabio Gervasi in Assassination Nation
- Oreste Baldini in Outer Banks
- Sandro Acerbo in The Staircase - Una morte sospetta